# Bârsa (fiume)
Il Bârsa (nel suo corso superiore anche: Bârsa Groșetului, in tedesco Burzen ) è un affluente di sinistra del fiume Olt in Romania. Scarica nell'Olt presso Feldioara.  La sua sorgente è nelle montagne Făgăraș. Poiché diversi affluenti hanno anche il nome Bârsa, per differenziarli, il corso principale del fiume viene spesso indicato come Bârsa Mare. Il fiume Ghimbășel, un tempo affluente diretto dell'Olt, fu deviato verso il Bârsa. La sua lunghezza è di 73 km e il bacino di 937 km2.

## Affluenti
I seguenti fiumi sono affluenti del fiume Bârsa (dalla sorgente alla foce):
- A sinistra: Bârsa lui Bucur, Bârsa Fierului, Brebina Mare
- A destra: Valea Mărului, Izvorul Lerescu, Barsa Tămaşului, Valea Podurilor, Padina lui Călineţ, Padina Ursilor, Padina Bădoaiei, Padina Şindileriei, Padina Calului, Padina Hotarului, Valea Crăpăturii, Topliţa, Râul Mare (Valea Prăpăstiilor), Turcu, Sohodol, Ghimbăşel